# عزبة الطوابرة
قرية عزبة الطوابره هي إحدى القرى التابعة لمركز المنزلة في محافظة الدقهلية في جمهورية مصر العربية. حسب إحصاءات سنة 2006، بلغ إجمالي السكان في عزبة الطوابره 3609 نسمة، منهم 1891 رجل و1718 امرأة.